# Polikarpov I-1
O Polikarpov I-1, ou primeiro caça em russo:  истребитель первый (protótipos IL-400 e IL-400b), foi o primeiro caça soviético desenvolvido por Nikolai Nikolaevich Polikarpov, utilizando o motor Liberty L-12 de 400 hp (daí o nome: IL-400). 
Seu primeiro voo ocorreu em 15 de Agosto de 1923, mas terminou em queda, pois o avião estolou devido ao centro de gravidade estar muito à frente.
Apesar do fato de ter sido colocado em produção (33 unidades foram produzidas), ele não foi aceito para entrar em serviço.